# Ceondoismo

La bandiera del ceondoismo

Il ceondoismo (천도교?, 天道教?, CheondogyoLR, Ch'ŏndogyoMR; letteralmente "insegnamento della via del Cielo") è una religione monoteistica e panteistica nata tra il XIX e il XX secolo in Corea.
La religione ceondoista venne fondata da Choe Jeu in un momento di instabilità culturale e politica ed è strettamente correlata al movimento nazionalistico e spirituale del Donghak, fondato anche questo dallo stesso Choe Jeu, il cui obiettivo primario era quello di rivitalizzare la cultura tradizionale coreana di fronte ad un'imposizione sempre più vessante delle usanze e dei costumi occidentali. Il ceondoismo è così un sincretismo tra buddismo, taoismo, confucianesimo, sciamanesimo ancestrale coreano e anche cristianesimo, religione quest'ultima da cui è stato tratto in particolare l'approccio organizzativo alla società.
Per le sue connotazioni la religione ceondoista, organizzata in una Chiesa, sta ottenendo un notevole successo tra la popolazione dei due Stati coreani, in particolare tra i giovani; è oggi praticata da circa tre milioni di persone che si dividono tra la Corea del Nord e la Corea del Sud e sebbene nata in ambienti che conservavano un approccio nazionalistico ed esclusivista alla società, è diventata sempre più una religione universalistica per i valori sociali e umanisti che promuove.

## Storia
Il ceondoismo nacque sulle basi del movimento nazionalistico del Donghak (letteralmente "insegnamento orientale"), fondato da Choe Jeu; si trattava di un movimento di liberazione per la popolazione contadina delle province meridionali della Corea, allora non scissa in due aree gestite da due differenti governi. Jeu formulò una dottrina che enfatizzava la libertà dei contadini di fronte all'oppressione da parte del governo e dei proprietari terrieri; le sue idee ebbero immediatamente un vasto seguito e vennero diffuse anche attraverso la musica per permetterne la comprensione anche da parte degli illetterati. Parallelamente alle ragioni politiche Choe Jeu tentò di risollevare il morale nazionalistico del popolo anche a causa di motivazioni culturali e religiose. Le tradizioni autoctone della Corea erano infatti in forte declino, a causa dei disordini sociopolitici e dell'intrusione del cristianesimo, il quale venne identificato da Jeu come una delle manifestazioni più negative dell'occupazione anglofrancese.
Sosteneva infine che l'unico modo per contenere le influenze straniere sulla società e sulla mentalità coreana fosse quello di introdurre la democrazia e di permettere l'affermazione dei diritti umani. Progressivamente le idee di Jeu si impregnarono di misticismo e il seguirli divenne un modo attraverso cui la popolazione si poteva liberare dei problemi della vita quotidiana per poter collaborare all'obiettivo della fondazione di un paradiso sulla Terra, il quale divenne lo scopo primario del Donghak. Le canzoni attraverso cui venivano diffuse le ideologie erano una mistura di concetti tratti dal buddhismo, dal confucianesimo e dalla filosofia Songyo, uniti a moderne idee umanistiche. Il movimento crebbe notevolmente e causò quella che è oggi chiamata la rivoluzione proletaria del Donghak, la quale mobilitò migliaia di contadini contro la dominazione dei Paesi stranieri.
Il ceondoismo nacque ufficialmente nel 1905, sulla base del misticismo già presente nel Donghak, e basato sulla religiosità tradizionale della Corea. Il re Gojong, uno dei sovrani della dinastia Joseon, si convertì al ceondoismo, e promosse la religione in tutta la penisola coreana. Fu anche colui che favorì l'assimilazione da parte della nuova religione di elementi buddhisti e cristiani, e che ne appoggiò l'organizzazione, la quale si stava impostando come calco della Chiesa cattolica. La Chiesa ceondoista istituì infatti un'impostazione sacerdotale con a capo un Papa. Il nome venne cambiato da Donghak a Cheondogyo — che corrisponde letteralmente a ceondoismo — da Son Byeonghui, in una sua opera di modernizzazione della religione, la quale non era vista positivamente dal governo coloniale giapponese, che ne sottopose i fedeli a violente persecuzioni.

## Teologia
Il ceondoismo è una religione monoteistica, per questo i ceondoisti credono in un Dio unico, che chiamano Haneullim in lingua tradizionale, e che letteralmente significa "Signore del Cielo". La concezione di questo Dio non è personale, bensì impersonale; la Divinità è vista infatti come un principio creatore eterno, illimitato e universale, non come un'entità con una propria personalità, come accade nelle religioni abramitiche. Dio nel ceondoismo è dunque visto come un'entità panteistica e dunque immanente, che pervade l'universo e si manifesta nella natura, nella vita di tutti i giorni e nella profondità intima dell'essere umano stesso.
Non è una Divinità che risiede all'esterno della creazione, ma al contrario è ovunque e all'interno di ogni cosa, anche in ogni uomo. Haneullim non è una figura emersa in tempi recenti, ma un concetto già presente nella cultura e nella religione coreana antica; veniva infatti venerato in tempi remoti, ancor prima dell'introduzione in Corea del buddhismo, del taoismo e del cristianesimo. È proprio per questa forte radice che il concetto di Dio tradizionale coreano affonda nella cultura stessa coreana, che il ceondoismo è riuscito — in passato ma anche oggi — a presentarsi e ad essere accolto come una religione in grado di risvegliare ed alimentare il senso nazionalistico della popolazione coreana. Il messaggio ceondoista è diventato progressivamente, nonostante le sue radici nazionalistiche, un insegnamento universalista, soprattutto per i suoi valori fortemente umanistici. L'obiettivo primario del ceondoismo è quello di costituire una società all'insegna dei valori divini quali l'armonia, l'intelligenza morale e la consapevolezza della vita.